# Skönheten och odjuret (film, 2017)
Skönheten och odjuret (engelska: Beauty and the Beast) är en amerikansk romantik-, fantasy- och musikalfilm från Walt Disney Pictures, i regi av Bill Condon. I filmen medverkar skådespelarna Emma Watson, Dan Stevens, Luke Evans, Kevin Kline och Josh Gad, med röster av Ewan McGregor, Stanley Tucci, Gugu Mbatha-Raw, Audra McDonald, Ian McKellen och Emma Thompson. Filmen släpptes den 17 mars 2017. Denna film är en omgjord live-actionversion av den tecknade från 1991 med samma namn.
Ian McKellen tackade ursprungligen nej till att låna ut sin röst till Clocksworth i filmversionen från 1991 eftersom han inte riktigt tyckte att han skulle passa för den rollen.
Den flerfaldigt Oscarbelönade Disneykompositören Alan Menken återvände för att göra filmens musik, precis som han gjorde i den tecknade originalfilmen. Filmen innehåller originalfilmens alla sånger, skrivna av Menken och Howard Ashman, och innehåller även fyra nya sånger, skrivna av Menken och Tim Rice. Céline Dion, som tillsammans med Peabo Bryson framförde popversionen av sången "Beauty and the Beast" i originalfilmen, framför popversionen av en av den här filmens nya sånger: "How Does a Moment Last Forever". Josh Groban framför popversionen av den nya sången "Evermore". 
På Oscarsgalan 2018 nominerades filmen för bästa scenografi och bästa kostym, men den förlorade mot The Shape of Water respektive Phantom Thread. Man hade verkligen räknat med att filmens sång "Evermore" skulle Oscarnomineras, eftersom den ansågs som den starkaste bland filmens nya sånger, men i slutändan nominerades den inte ens. 

## Handling
Belle är en intelligent, vacker och självständig ung kvinna som tas till fånga av Odjuret och fängslas i hans slott. Trots sin rädsla blir hon vän med slottets förtrollade invånare och lär sig se bortom Odjurets skräckinjagande yttre. Belle inser att det finns ett gott hjärta och en sann prins under Odjurets yta.

## Rollista
- Emma Watson – Belle[4] (svensk röst Emmi Christensson)
- Dan Stevens – Odjuret[5][6] (svensk röst Daniel Engman)
- Luke Evans – Gaston[7] (svensk röst Christopher Wollter)
- Kevin Kline – Maurice[8] (svensk röst Niklas Falk)
- Josh Gad – LeFou[9] (svensk röst Andreas Rothlin Svensson)
- Ewan McGregor – Lumière[10] (svensk röst Albin Flinkas)
- Stanley Tucci – Maestro Cadenza[11] (svensk röst Rolf Christianson)
- Ian McKellen – Clocksworth[12] (svensk röst Per Arne Wahlgren)
- Emma Thompson – Mrs. Potts[8] (svensk röst Vanna Rosenberg)
- Audra McDonald – Madame de Garderobe[13] (svensk röst Karolina Andersson)
- Gugu Mbatha-Raw – Plumette[14] (svensk röst Tove Edfeldt)
- Hattie Morahan – Agatha[15] (svensk röst Odile Nunes)
- Nathan Mack – Chip[16] (svensk röst Vilgot Hedtjärn)
- Adrian Schiller – Monsieur D'Arque[15]